# 英國能源網路
英國能源網路（英語：UK Power Networks，簡稱UKPN）是覆蓋於東南英格蘭、東英格蘭及伦敦的電力傳輸系統運營商。它管理著三個配電系統（東部、東南及倫敦），總面積達30,000平方公里，擁有約800萬客戶。